# Herbert Samuel
Sir Herbert Louis Samuel GCB OM GBE PC (6. listopadu 1870 – 2. února 1963) byl britský politik a diplomat. V letech 1920 až 1925 byl prvním britským vysokým komisařem v britské mandátní Palestině. Ve dvou funkčních obdobích rovněž zastával funkci ministra vnitra Spojeného království, a to na krátké období v roce 1916 a v letech 1931 až 1932.
Sir Herbert Samuel mimo jiné vystudoval Balliolovu kolej na Oxfordské univerzitě. Pocházel z židovské rodiny a byl sionistou.